# Kavalkere, Yelbarga
Kavalkere là một làng thuộc tehsil Yelbarga, huyện Koppal, bang Karnataka, Ấn Độ.